# 1348
1348 (MCCCXLVIII) fue un año bisiesto comenzado en martes del calendario juliano.

## Acontecimientos
- A finales de enero llega la peste negra a Marsella procedente de Italia, desde donde diezmará la población europea.
- 25 de enero: Un terremoto de 7,1 sacude Italia matando a 10.000 personas.
- A principios de la primavera llega al Reino de Mallorca la peste negra, extendiéndose a Barcelona en mayo y probablemente a Valencia en junio.
- 2 de julio: derrota de la Unión de Aragón en la batalla de Épila.
- 9 de diciembre: se produce la batalla de Mislata.
- La fundación de la Universidad Carolina en Praga (la más alta en Europea Central y Oriental).
- Ordenamiento de Alcalá, compilación jurídica de la corona de Castilla
- Las Cortes de Castilla reunidas en la ciudad de Alcalá de Henares bajo el reinado de Alfonso XI prohíben la práctica de la usura .

## Fallecimientos
- Guillermo de Ockham - Fraile franciscano y filósofo escolástico inglés.
- Andrea Pisano, orfebre, escultor y arquitecto italiano.
- 9 de junio - Ambrogio Lorenzetti, pintor italiano de la escuela sienesa muerto a causa de la Peste Negra
- 13 de junio: infante don Juan Manuel.